# Daniel Zítka
Daniel Zítka (* 20. Juni 1975 in Havířov) ist ein ehemaliger tschechischer Fußballspieler auf der Position eines Torwarts. Er beendete im Jahr 2012 seine Karriere.

## Spielerkarriere

### Verein
Zítka debütierte in der 1. Tschechischen Liga am zweiten Spieltag der Saison 1994/95 für Viktoria Žižkov, im weiteren Saisonverlauf kam er allerdings nicht mehr zum Einsatz. Daraufhin wechselte er zum FC Alfa Slušovice in die 2. Liga. Dort machte er nur ein Spiel und ging zum FK Baník Havířov, seinem ehemaligen Jugendverein. In zehn Einsätzen schoss Zítka auch ein Tor. Er wechselte zum FC Zlín, wo er sich als Nummer eins etablieren konnte. In der laufenden Saison 1997/98 wechselte er zum slowakischen Erstligisten 1. FC Tatran Prešov, wo er ebenfalls Stammkeeper war.
Im November 1999 verpflichtete ihn der belgische Klub KSC Lokeren, der schon Erfahrung mit tschechischen Spielern hatte. Zítka war auch in Lokeren erste Wahl und überzeugte durch seine guten Leistungen den belgischen Spitzenverein RSC Anderlecht, bei dem er im Sommer 2002 einen Vertrag bis 2006 unterschrieb.
In den ersten zwei Jahren in Brüssel spielte Zítka noch häufig, verlor seinen Stammplatz jedoch nach einem Fehler im September 2004 beim Champions-League-Spiel gegen den FC Valencia. In der Saison 2005/06 kam er, auch aufgrund von Verletzungen, auf nur sieben Einsätze. Sein Vertrag wurde dennoch bis 2008 verlängert. In der Saison 2006/07 zeigte er hervorragende Leistungen und wurde zum belgischen Torwart des Jahres gewählt.
Während der Saison 2008/09 brach sich Zítka ein Bein und fiel durch diese Verletzung über einen sehr langen Zeitraum aus. Nach seiner Genesung in der Saison 2009/10 blieb der Tscheche nurmehr Ersatz hinter Silvio Proto und Davy Schollen. Im Juni 2010 löste Zítka zeinen bis Juni 2011 gültigen Kontrakt mit Anderlecht auf und kehrte in seine Heimat zurück, wo er sich Sparta Prag anschloss. Dort kam er nur noch selten zu Zuge und beendete im Jahr 2012 seine aktive Laufbahn.

### Nationalmannschaft
Daniel Zítka absolvierte 1994 und 1996 jeweils ein Freundschaftsspiel der tschechischen U21-Nationalmannschaft. Sein Debüt in der A-Nationalmannschaft feierte er am 21. November 2007 im Qualifikationsspiel zur EM 2008 gegen Zypern, bei dem er ohne Gegentor blieb. Bei der Endrunde dieses Turniers stand er als dritter Torhüter auch im Kader des tschechischen Teams. Im selben Jahr absolvierte er noch zwei WM-Qualifikationsspiele gegen Slowenien und San Marino. Auch bei diesen kassierte er kein Gegentor. Seitdem wurde er nicht mehr in der Nationalmannschaft berücksichtigt.